# Католицизм в Узбекистане
Католическая церковь в Узбекистане является составной частью Католической церкви. В настоящее время на территории страны существуют 5 католических приходов, объединённых в апостольскую администратуру Узбекистана. Число католиков — около 3,5 тысяч.

## История
Первые католические миссионеры из монашеского ордена доминиканцев появились на территории современного Узбекистана в первой четверти XIV века. Согласно сочинению Иоанна Элемосина (Johannes Elemosyna) «Liber historiarum» доминиканцы обратили в католицизм хана Чагатайского улуса Ильчигидая и при его содействии построили церковь святого Иоанна Крестителя в Самарканде. 13 августа 1329 года Римский папа Иоанн XXII учредил Самаркандскую епархию, включив её в состав митрополии Сольтание. Первым епископом Самарканда был назначен доминиканец Томмасо ди Маскола. Известно послание Иоанна XXII от 29 сентября 1329 года хану Ильчигидаю, в котором Иоанн XXII называет Ильчигидая «imperatorem Tartarorum, Corassan et Turquestan et Indastan» (императором татар, корассан, Туркестана и Индустана) и обращается к епископу Томмасу ди Маскола с призывом заниматься не только неофитами Чагатайского улуса, но и обращать в католицизм алан, мелькитов и венгров Великой Венгрии. Самаркандская епархия прекратила своё существование во второй половине XIV века.
Католики в городах Узбекистана, который тогда входил в состав Российской империи, начали появляться в конце XIX века. Это были российские подданные польского, литовского и немецкого происхождения. В 1875 году впервые было подано прошение о назначении в Ташкент постоянного католического священника (не удовлетворённое). В 80-90 годах XIX века несколько священников периодически посещали католических верующих в Ташкенте и других городах современного Узбекистана. С 1897 года появилась практика ежегодной командировки католических капелланов для окормления военнослужащих-католиков, служивших в Туркестанском военном округе. В начале XX века построен католический храм в Фергане, а в 1912 году начато строительство храма Святейшего Сердца Иисуса в Ташкенте. В 1915—1917 годах возведён храм в Самарканде. В советский период все эти церкви были закрыты, последний из остававшихся на территории Узбекской ССР католических священников Иосиф Совинский был расстрелян в 1937 году.
13 апреля 1991 года папа Иоанн Павел II объявил о создании  апостольской администратуры Казахстана и Средней Азии (современная Карагандинская епархия), которой подчинялась и территория Узбекистана. После распада СССР и образования независимого Узбекистана храмы в Ташкенте и Самарканде были переданы Католической церкви. 29 сентября 1997 года в Узбекистане образована независимая от Караганды миссия sui iuris. 22 марта 2005 года она была повышена в статусе до апостольской администратуры.
1 июня 2019 года папа Франциск учредил Апостольскую администратуру для католиков византийского обряда Казахстана и Средней Азии с центром в Караганде, которая распространяет свою юрисдикцию также и на территорию Узбекистана. Её первым ординарием был назначен священник Васлий Говера.

## Ординарии апостольской администратуры
- священник Кшиштоф Кукулка (29.09.1997 — 1.04.2005);
- епископ Ежи Мацулевич (1.04.2005 — по настоящее время).

## Современное состояние
По данным на 2010 год число католиков Узбекистана составляет 3,5 тысячи человек. В стране функционирует 5 приходов и служит 9 священников. Все священники в Узбекистане принадлежат, как и епископ Ежи Матулевич, к ордену францисканцев-конвентуалов. В Узбекистане также работают монахини ордена сестёр — миссионерок любви (орден Матери Терезы), который проводит большую социальную и благотворительную деятельность.
Список приходов:
- Приход Святейшего Сердца Иисуса, Ташкент
- Приход Иоанна Крестителя, Самарканд
- Приход Пресвятой Девы Марии, Фергана
- Приход Святого Апостола Андрея, Бухара
- Приход Пресвятой Марии, Матери Милосердия, Ургенч

Узбекистан имеет дипломатические отношения со Святым Престолом, но не имеет собственного постоянного нунция. Роль нунция для Узбекистана по совместительству выполняет апостольский нунций в Российской Федерации.